# Carteris
Carteris là một chi bướm đêm thuộc họ Erebidae.

## Các loài
- Carteris lineata (Druce, 1898)
- Carteris oculatalis (Möschler, 1890)